# Der neunte Tag
Der neunte Tag é um filme alemão de 2004 dirigido por Volker Schlöndorff. O filme narra a história de um padre católico de Luxemburgo que se encontra detido no campo de concentração de Dachau durante a Segunda Guerra Mundial, mas é solto por nove dias. No final deste período deve decidir se apoia o Terceiro Reich e consegue sua liberdade definitiva ou se mantém seus ideais antirracistas e volta para o campo. A trama é baseada em Pfarrerblock 25487 (ISBN 2-87963-286-2), o diário do Padre Jean Bernard (1907–1994).

## Elenco
- Ulrich Matthes como Padre Henri Kremer
- August Diehl como Sub-oficial Gebhardt
- Hilmar Thate como Bispo Philippe
- Bibiana Beglau como Marie Kremer
- Germain Wagner como Roger Kremer
- Jean-Paul Raths como Raymond Schmitt
- Ivan Jirík como Armando Bausch
- Karel Hromadka como Padre Laurant Koltz
- Miroslav Sichmann como Padre Marcel Bour
- Adolf Filip como Professor Klimek

## Prêmios e indicações
Matthes foi indicado ao European Film Award de melhor ator por sua performance como o padre Henri Kremer. Em 2006 o filme foi indicado ao prêmio de melhor filme estrangeiro da Associação de Críticos de Cinema da Argentina. O filme venceu o prêmio Bernhard Wicki no Festival de Cinema de Munique.